# Tristan Derème
Tristan Derème (* 13. Februar 1889 in Marmande; † 24. Oktober 1941 in Oloron-Sainte-Marie) war ein französischer Dichter.

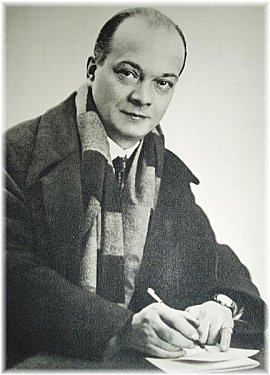
Tristan Derème um 1930

## Leben und Werk
Philippe Huc besuchte Schulen in Bayonne, Nantes und Agen. Dort hatte er 1907 Francis Carco und Robert de La Vaissière als Lehrer und gründete mit ihnen 1909 die Dichtergruppe École fantaisiste, der noch Jean-Marc Bernard, Jean Pellerin und Léon Vérane angehörten. Allen gemeinsam war der Wunsch nach neuen poetischen Formen und nach Aufgabe der alten Clichés sowie die Verehrung für Jules Laforgue und Paul-Jean Toulet. Philippe Huc nahm als Autor das Pseudonym Tristan Derème an.
Beruflich war Philippe Huc leitender Finanzbeamter zuerst in seiner Heimatregion, ab 1920 in Paris. 1921 wurde er Sekretär (später Kabinettschef) des Politikers und mehrfachen Ministers Armand Achille-Fould (1890–1969). In Paris verkehrte er in Literatenkreisen und stand namentlich Anna de Noailles nahe. Louis Barthou zählte zu seinen Freunden. In der Tageszeitung Le Figaro übernahm er eine Zeit lang die Rubriken Au jour le jour und Le billet de minuit. 1927 wurde er Mitglied der Ehrenlegion.
Tristan Derème versammelte 1921 seine verstreut erschienenen Gedichte unter dem Titel La Verdure dorée. Das Vorwort unterzeichnete er mit seinem Geburtsnamen. Seine zahlreichen, meist humorvollen Gedichte, die ab 1922 im Verlag Émile-Paul Frères erschienen und seine ab 1934 im Verlag Grasset publizierte Prosa brachten ihm 1938 den Grand prix de littérature der Académie française ein. Axel Preiss nannte ihn einen Neuerer (novateur) zwischen Symbolisten und Surrealisten.

## Werke (Auswahl)
- La Verdure dorée. Poèmes. Le Parfum des roses fanées. Les Iromes sentimentales. Petits poèmes. Erène ou l’été fleuri. Petit cahier. La Flûte fleurie. Le Poème de la pipe et de l’escargot. Le Poème des chimères étranglées. Emile-Paul frères, Paris 1922. 10. Auflage 1925. (Vorwort von Philippe Huc)
- L’Enlèvement sans clair de lune ou les Propos et les amours de M. Théodore Decalandre. F. Paillart, Abbeville 1924.
- Le Quatorze juillet, ou Petit art de rimer quand on manque de rimes. Emile-Paul frères, Paris 1925.
- En rêvant à P.-J. Toulet. Le Divan, Paris 1927.
- Le Zodiaque ou les Etoiles sur Paris. Poèmes. Introduction et Notes de M. Théodore Decalandre. Emile-Paul frères, Paris 1927.
- (Hrsg.) Poésies de Malherbe. Cité des Livres, Paris 1928.
- L’étoile de poche. A. A. M. Stols, Maestricht 1929.
- Poèmes des colombes. Emile-Paul frères, Paris 1929. (Le Livre de Clymène. L’Enfant trouvé. Le Navire et la maison. Le Ballet des muses)
- Le Poisson rouge. Grasset, Paris 1934.
- Le violon des Muses. Grasset, Paris 1935.
- L’escargot bleu. Grasset, Paris 1936.
- La Tortue indigo. Grasset, Paris 1937.
- Le poème des griffons. Grasset, Paris 1938.
- L’Onagre orangé. Grasset, Paris 1939.
- Tourments, caprices et délices ou les Poètes et les mots. Aubanel, Avignon 1941.
- La Libellule violette. Grasset, Paris 1942.
- Tristan Derème. Sa poésie. Hrsg. Daniel Aranjo. Éditions Subervie, Rodez 1984.
- Patachou petit garçon. Hrsg. Daniel Aranjo. J et D éd., Pau 1989.
- 100 poèmes choisis. Hrsg. Daniel Aranjo. Atlantica, Anglet 2004.
- Les mystères de Toulouse ou Le souterrain à pétrole. Grand roman sentimental et d’aventures, le seul qui dispose à la fois d’un cercle blanc et d’un masque aux dents rouges. (ursprünglich 1917) Éditions d’Amicie, Aureilhan 2019.(Vorwort von Amandine Cyprès, Autor einer Thèse Poétique(s) de la poésie. Autour du cas Tristan Derème. Universität Toulon-Var 2012)